# Rocktenors
A Rocktenors egy 2010-ben alakult rockegyüttes, amely az RTL Klub által szervezett X-Faktor második szériájában indult, majd a hatodik helyig jutott, így ők lettek a széria legsikeresebb csapata.

## Történet

### 2010-2011 - Kezdetek
Az együttest Mező Zoltán, Mező Márió és Táborosi Márk alapította 2010-ben.

Mindhárman a Sziget Színházban ismerkedtek meg, ahol korábban 6 évet dolgoztak színészként együtt. Kezdetben a "The 3 Rock Tenors" néven indultak. Első feldolgozásuk a Metallica "Nothing Else Matters" című dala volt, amellyel később sikeresen túljutottak a X-faktor első selejtezőjén. A csapat a táboron és a mentorházon túljutva, bekerült a legjobb 12 eladó közé, Geszti Péter mentoráltjaként.
Az együttes az első élő adásban Michael Jackson "Bad" című dalát dolgozta fel. A mentorok többségének tetszett a produkció, de Malek Miklós szerint 'Geszti Péter a Rocktenorsból kiölte a Rockot'. A csapat végül sikeres párbajt vívott a nézők szavazatai alapján Queen "Show Must Go On" című dalával Gyurcsik Tibor ellen. Geszti Péter és Nagy Feró Gyurcsik Tibort küldte volna haza, míg Malek Miklós és Keresztes Ildikó a Rocktenorst.
A második adásban az Adagio-t, egy 300 éves dalt dolgoztak fel.
A harmadik adásban Rolling Stones “Satisfaction” című dalával próbálták meghódítani a mentorokat és a közönséget. Feró és Ildi túl soknak tartotta a srácok koreográfiáját, a rock paródiájának tartották és arra biztatták őket, hogy nyugodtan vállalják magukat, hiszen nincs szükségük mások utánzására. A zenekar az Ikrek ellen párbajozott Queen "Who wants to Live forever" című dalával, melyet a zsűri szavazatai alapján ismét megnyert. Malek Miklós szerint a csapat a párbajban "Elsöprően énekelt".
A negyedik adásban az A-ha "Take On Me" egyik feldolgozását énekelték a Northern Kings nevű finn szimfonikus metál zenekartól. Ismét párbajhelyzetbe kerültek, ezúttal mentoruk másik csapatával, az Apollo 23-mal. A zenekar a párbajban Bon Jovi "Always" című dalát énekelte. Geszti Péter és Keresztes Ildikó a Rocktenorst küldte volna haza, míg Malek Miklós és Nagy Feró az Apollo 23-at, így a nézők szavazatai alapján nagy meglepetésre az Apollo 23 esett ki.
Az ötödik élő adásban a Guns'n'Roses "Don't Cry" című dalával egyöntetűen meggyőzték a mentorokat és a nézőket.
A hatodik adásban Santana & Chad Krueger "Into The Night" -ot énekelték, amellyel ismét sikeresen továbbjutottak, ezúttal a legjobb 6 közé.
A hetedik élő showban a zenekar önálló feldolgozását énekelte Balázs Fecó "Homok a szélben" című dalából. A zsűri pozitívan értékelte a produkciót. Malek Miklós szerint "Ez volt a legjobb, amit valaha nyújtottak a műsorban". Ebben az adásban a csapat Tarány Tamás ellen elvesztette a párbajt az Aerosmith "I Don't wanna miss a thing" című dalával a zsűri szavazatai alapján.
Élő adások és eredmények az X-faktorban
| Adás #          | Dal                                     | Párbaj                                 | Eredmény                        |
| --------------- | --------------------------------------- | -------------------------------------- | ------------------------------- |
| Selejtező       | Metallica "Nothing Else Matters"        |                                        | Továbbjutott                    |
| Tábor Top 150   | Tóth Gabi "Elég Volt"                   |                                        | Továbbjutott                    |
| Tábor Top 50    | Alien Ant Farm "Smooth Criminal"        |                                        | Továbbjutott                    |
| 1. élő - Top 12 | Michael Jackson "Bad"/"Thriller"        | Queen "Show Must Go On"                | Továbbjutott (nézői szavazatok) |
| 2. élő - Top 11 | "Adagio"                                |                                        | Továbbjutott                    |
| 3. élő - Top 10 | Rolling Stones "Satisfaction"           | Queen "Who Wants To Live Forever"      | Továbbjutott (zsűri)            |
| 4. élő - Top 9  | A-ha/Northern Kings "Take On Me"        | Bon Jovi "Always"                      | Továbbjutott (nézői szavazatok) |
| 5. élő - Top 8  | Guns'n'Roses "Don't Cry"                |                                        | Továbbjutott                    |
| 6. élő - Top 7  | Santana & Chad Krueger "Into the Night" |                                        | Továbbjutott                    |
| 7. élő - Top 6  | Balázs Fecó "Homok a szélben"           | Aerosmith "I don't wanna miss a thing" | Kiesett (zsűri)                 |

A Rocktenors a döntő napján énekelte el első saját dalát a "Szabadság"-ot, amelyet Mező Márió írt.
Az X-faktor élő adások végével a csapat országos turnéra indult a 2011-es év Top 6 versenyzőjével. Első koncertállomásuk december 21-én az Aréna volt, ahol több mint 8000 ember előtt léphettek színpadra.

### 2012-2013 - Turnék, dalok
Az X-faktor országos turnéval a csapat Magyarország nagyobb városaiban lépett fel. A koncertsorozat ezek után egy 7 állomásos erdélyi turnéval ért véget.
A zenekar közel 300 önálló koncertet adott, ezek között a legtöbbet Magyarországon és néhány fellépés erejéig külföldön is (Erdély, Szlovákia).
Néhány feldolgozásuk - Guns'n'Roses "Don't Cry" és "Adagio" két válogatás albumon szerepelt, melyet 2011-ben adtak ki a műsor alatt. Első single lemezük 2012 nyarán jött ki "Ha menni kell" címmel. A zenekar harmadik dala, a "Szabadesés" 2013 januárjában jelent meg, melyet hivatalosan a Sony Music Magyarország egyik önálló válogatás lemezén adott ki. A dallal a 2013-as Eurovíziós dalfesztiválra is jelentkeztek.
Második single lemezük 2013. november 20-án jelent meg "Szív Nélkül" címmel az Edge Records kiadásában.

### A Dal 2017
2017-ben az Ősz című dalukkal bekerültek A Dalba.

## Színház
A zenekar tagjai párhuzamosan színészi karrierjüket is építik külön-külön. Továbbra is a Sziget Színház tagjai, játszanak többek között a "Jézus Krisztus Szupersztár", "Hair", "József és a színes szélesvásznú álomkabát", "István, a király" musicalekben és számos operettekben: "Csárdáskirálynő", "Leányvásár"...
A Thália Színház 2013-ban bemutatott "Starfactory" darabjában Zoli és Márk is szerepel. Márk és Márió 2012 decemberében bekerültek a PS Produkció "Vámpírok bálja" című musicaljébe, amit a Magyar Színházban játszanak. Zoli 2012-ben került be a Madách Színház "Macskák" című produkciójába Mefisztulész szerepébe.
Színházzal turnéztak többek között Ausztriában, Németországban és Svájcban.

## Lemezek
| Típus     | Megjelenés | Album                                                 | Dal           | Kiadó                         |
| --------- | ---------- | ----------------------------------------------------- | ------------- | ----------------------------- |
| Válogatás | 2011/12/14 | X-Faktor – A 10 legjobb                               | Don't Cry     | Sony Music Hungary            |
| Válogatás | 2012/11    | X-Faktor – Love – 10 szerelmes dal                    | Adagio        | Sony Music Hungary            |
| Kislemez  | 2012/05/15 | Ha menni kell                                         | Ha menni kell | Sony Music Hungary            |
| Válogatás | 2012/06/15 | X-Faktor 2011 – Az első saját dalom                   | Ha menni kell | Sony Music Hungary            |
| Válogatás | 2013/02/01 | Eurovíziós Dalfesztivál 2013 – A Sony Music jelöltjei | Szabadesés    | Sony Music Hungary            |
| Kislemez  | 2013/11/20 | Szív nélkül                                           | Szív nélkül   | Edge Records (HMR Music Kft.) |
| Kislemez  | 2014/04/04 | Szabadság                                             | Szabadság     | Edge Records (HMR Music Kft.) |